# Marienkirche (Eyba)

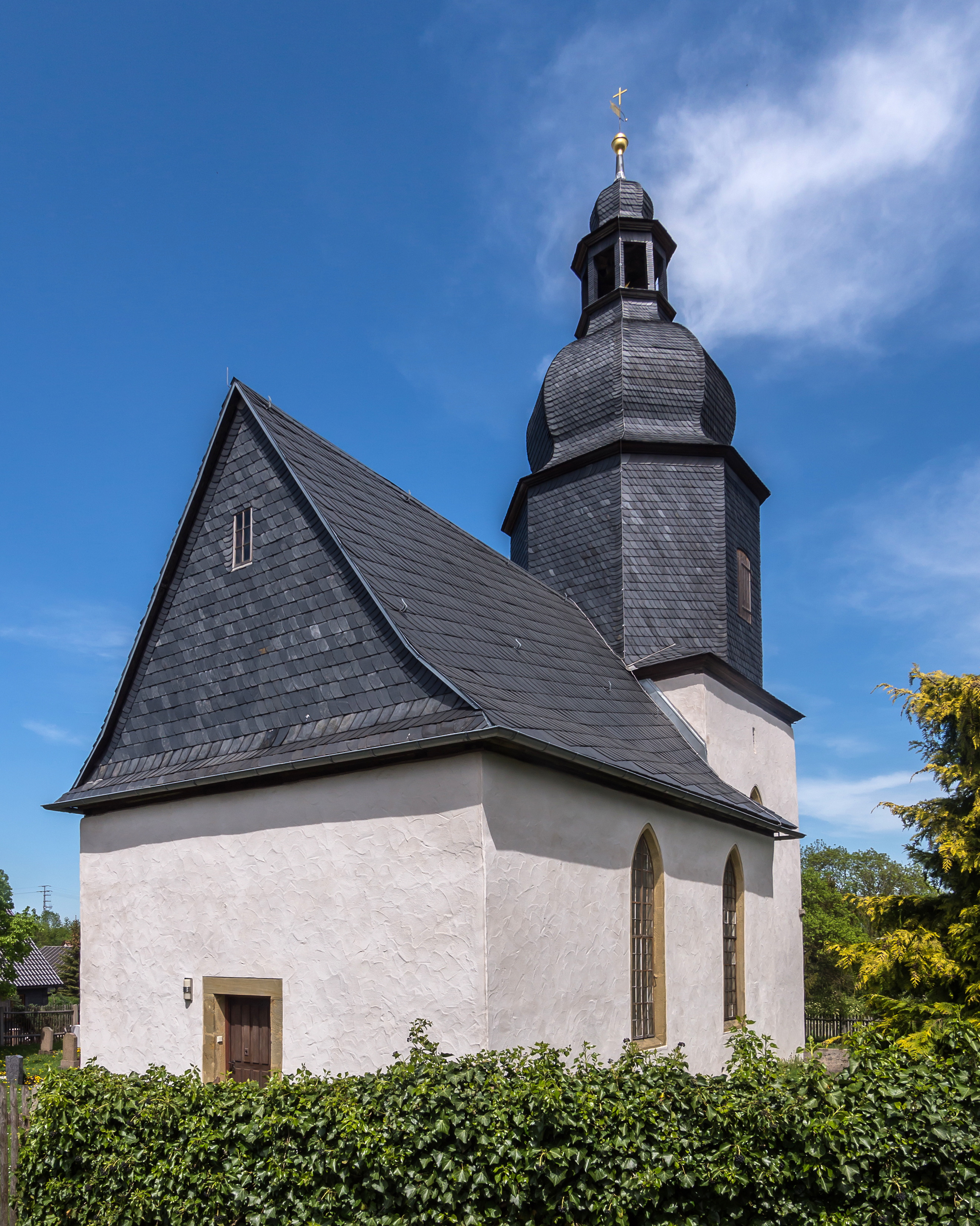
Marienkirche

Die evangelisch-lutherische Marienkirche steht in Eyba, einem Ortsteil der Stadt Saalfeld/Saale im Landkreis Saalfeld-Rudolstadt in Thüringen. Sie ist nach Maria benannt. Die Marienkirche gehört zum Gemeindeteil Eyba der Kirchengemeinde Hoheneiche im Pfarrbereich Hoheneiche im Kirchenkreis Rudolstadt-Saalfeld der Evangelischen Kirche in Mitteldeutschland.

## Beschreibung
Die ältesten Teile stammen vermutlich aus dem 12. Jahrhundert, die etwas jüngeren aus dem 15. Jahrhundert. Die verputzte gotische Saalkirche romanischen Ursprungs hat einen eingezogenen Chorturm. 1720 wurde die Kirche renoviert, der Turm erhielt 1812 einen achtseitigen Aufsatz mit einer Haube, die durch eine offene Laterne gekrönt wird. Alle Dächer sind schiefergedeckt. Das Kirchenschiff trägt ein Satteldach. 1881 wurde das Innere mit Schablonenmalerei ausgestattet. 1883 wurde die Kirche renoviert. Nördlich des eingezogenen Chors befindet sich ein Anbau mit spätgotischen spitzbogigen Fenstern. Die Flachdecke des Innenraums wird durch Vouten verstärkt. Die zweigeschossigen Emporen stehen auf gedrehten Säulen. Die  Felder ihrer Brüstungen sind mit Ornamenten verziert. Der Flügelaltar, der um 1550 entstanden ist, wurde zuletzt 1968 restauriert. Auf dem Schrein steht eine geschnitzte Statue des heiligen Georg. Er wird flankiert von zwei weiblichen Heiligen. Der linke Flügel ist mit Erasmus bemalt, der rechte mit Wolfgang. Außen ist die Verkündigung dargestellt.
Die Orgel mit 8 Registern, verteilt auf ein Manual und ein Pedal, wurde 1881 von Carl Lösche gebaut und 2006 von Rösel & Hercher Orgelbau restauriert.